# Trichoniscus ebneri
Trichoniscus ebneri is een pissebed uit de familie Trichoniscidae. De wetenschappelijke naam van de soort is voor het eerst geldig gepubliceerd in 1929 door Hans Strouhal.